# Ralph A. Foote
Ralph Albert Foote (* 22. Januar 1923 in Proctor, Vermont; † 16. Juli 2003 in Middlebury, Vermont) war ein US-amerikanischer Anwalt und Politiker, der von 1961 bis 1965 Vizegouverneur von Vermont war. Sein Großvater Abram W. Foote war von 1921 bis 1923 Vizegouverneur von Vermont.

## Leben
Foote wurde in Proctor, Vermont geboren. Nach Abschluss seines Studiums 1943 am Amherst College diente er im Zweiten Weltkrieg im United States Marine Corps und nahm an der Schlacht um Okinawa teil.
Im Jahr 1949 beendete er die Albany Law School und wurde Anwalt in Middlebury, Vermont. Er kehrte während des Koreakriegs in den aktiven Dienst bei den Marines zurück.
Als Mitglied der Republikanischen Partei von Vermont war Foote von 1950 bis 1956 District Attorney für das Addison County. Im Jahr 1956 gewann er die Wahl zum Repräsentantenhaus von Vermont und gehörte dem Haus für zwei Amtszeiten an. Er war zudem Vorsitzender des Judiciary Committee.
Die Wahl zum Vizegouverneur gewann er 1960 unter dem republikanischen Gouverneur F. Ray Keyser. Als dieser das Amt des Gouverneurs gegen Philip H. Hoff im Jahr 1962 verlor, gewann Foote seine Wiederwahl. 1964 kandidierte Foote gegen Hoff, verlor diese Wahl jedoch.
Zuletzt war Foote in seiner Anwaltspraxis Conley and Foote in Middlebury tätig, auch hatte er das Amt des Präsidenten des Addison County und der Vermonter Bar Association inne. Er war Vorsitzender des Judicial Conduct Board und saß in den republikanischen Komitees für Middlebury und Addison County.
Ralph Foote starb am 16. Juli 2003 in Middlebury. Er wurde eingeäschert und bestattet auf dem Evergreen Cemetery in West Cornwall, Vermont.
Er war mehr als 50 Jahre mit Nancy Dickey Foote verheiratet. Das Paar hatte fünf Söhne: Brian, Peter, Cory, Richard und Anthony.
Foote war der Enkel des Vermonter Vizegouverneurs Abram W. Foote.